# Almegíjar
Almegíjar és un municipi situat en la part central de la Alpujarra Granadina (província de Granada), a uns 86 km de la capital provincial.
Aquesta localitat limita amb els municipis de La Taha, Busquístar, Cástaras i Torvizcón. L'ajuntament està format pels nuclis de Almegíjar i Notáez, i altres massos, com La Solana i La Ombria.
Aquest municipi està situat entre la conca del riu Guadalfeo i el vessant nord de la Serra de la Contraviesa, dins de l'anomenada "Alta Alpujarra".